# Esolus czwalinae
Esolus czwalinae is een keversoort uit de familie beekkevers (Elmidae). De wetenschappelijke naam van de soort werd in 1889 gepubliceerd door Kuwert.